# 崙雅
崙雅，是臺灣彰化縣社頭鄉的一個傳統地域名稱，位於該鄉南部最西側。相較於今日行政區，其範圍大致包括廣興村南部凸出部分、仁雅村、崙雅村、美雅村、里仁村。

## 歷史
台灣清治末期至日治初期，崙雅地區為一街庄，稱為「崙雅庄」，隸屬於武東堡。該庄西北一小段與張厝庄為鄰，北與社頭庄為鄰， 東北與舊社庄為鄰，東與許厝藔庄為鄰，東南與大平庄為鄰，南邊及西南邊為卓乃潭庄，西邊為大紅毛社庄。
1901年（日治明治三十四年）11月，全台廢縣廳改設二十廳，該庄隸屬於彰化廳。1903年（明治三十六年）6月，該庄編入「社頭區」，隸屬於彰化廳。1909年（明治四十二年）10月，合併二十廳為十二廳，社頭區改隸屬於臺中廳。1920年（大正九年），該庄改制為「崙雅」大字，隸屬於臺中州員林郡社頭庄。
戰後社頭庄改制為社頭鄉，隸屬於臺中縣，大字亦改制為村。1950年10月，中、彰、投分治，社頭鄉改隸屬彰化縣。

## 聚落
本地區發展較早的聚落為崙雅、邱厝厝（邱厝），在日治期初期的官方地圖上已有記載。此外，本地區尚有魚寮、大路店等聚落。

## 交通
台鐵縱貫線是台灣西部南北鐵路幹線，大致以北北西—南南東走向經過崙雅地區中部，並在北部近邊界處設有社頭車站。該站屬三等站，停靠少數自強號、莒光號，部分區間快車及全部區間車。由此車站可前往台鐵沿線各站。
縣道141號（中山路一段、員集路一段）是員林至林內的道路，大致以北北西—南南東走向轉縱向經過本地區中部。由該道路向北北西可前往社頭市區、員林並止於省道台1線路口，向南可前往田中、二水、林內並止於省道台3線路口。
鄉道彰92線（復興路）是崙雅至埤斗的道路，其西側端點位於本地區中部偏南的縣道141號路口。由此向東轉東南再轉東微北出境後，可前往許厝寮與大平交界地帶、許厝寮南部並止於縣道137號路口。
鄉道彰154線（社斗路二段～一段）是海豐至朝興的道路，大致以西南—東北走向轉橫向再繞大彎轉南向北經過本地區西北端及北部西側邊界地帶。由該道路向西南可前往張厝與大紅毛社交界地帶、小紅毛社、鎮平南部、曾厝崙、饒平厝、饒平厝與田尾交界地帶、田尾與溪子頂交界地帶、田尾、溪子頂並止於鄉道彰152線路口，向北轉東可前往社頭、舊社、石頭坑南部偏西並止於縣道137號路口。

## 學校
- 彰化啟智學校
- 崙雅國小

## 運動休閒
- 社頭運動公園